# Skunk Works
Lockheed Martin Skunk Works, «Локхид Мартин Сканк уоркс» — дочерняя компания авиастроительной корпорации Lockheed Martin, которая занимается секретными разработками.

## История
В 1943 году Lockheed Corporation по заданию правительства США создала подразделение Advanced Development Projects (ADP, «Развитие передовых проектов») для разработки реактивного истребителя на основе двигателя британской компании De Havilland. Возглавил подразделение Кларенс Джонсон, по прозвищу «Келли» Джонсон, оно разместилось близ города Бербанк (Калифорния). Результатом работы предприятия стал самолёт Lockheed F-80 Shooting Star, принятый на вооружение в 1945 году.
В послевоенные годы ADP осталось ведущим разработчиком военных самолётов в США. Подразделением были спроектированы такие модели, как F-104 Starfighter (первый самолёт, скорость которого вдвое превышала скорость звука, 1954 год), U-2 (первый специализированный разведывательный самолёт, способен лететь на высоте более 20 тыс. метров, 1955 год), SR-71 Blackbird (со скоростью втрое больше скорости звука, 1964 год).
В 1977 году был собран прототип самолёта, малозаметного для радаров (стелс-технология); первой серийной моделью с такой технологией стал F-117 Nighthawk, выпускавшийся с 1981 года. В 1991 году подразделение ADP было реорганизовано в дочернюю компанию Lockheed Corporation, а после слияния корпорации в 1995 году с Martin Marietta стало называться Lockheed Martin Skunk Works.
Наиболее крупным проектом предприятия в 2000-х годах стал многофункциональный истребитель-бомбардировщик пятого поколения F-35 Lightning, самый дорогой проект в истории Министерства обороны США. В 2016 году начались работы над X-59 QueSST, бесшумным сверхзвуковым самолётом (один из немногих незасекреченных проектов). Также ведётся работа над гиперзвуковых оружием, в частности AGM-183. В 2020 году начались испытания беспилотного летательного аппарата Speed Racer.

## Происхождение названия

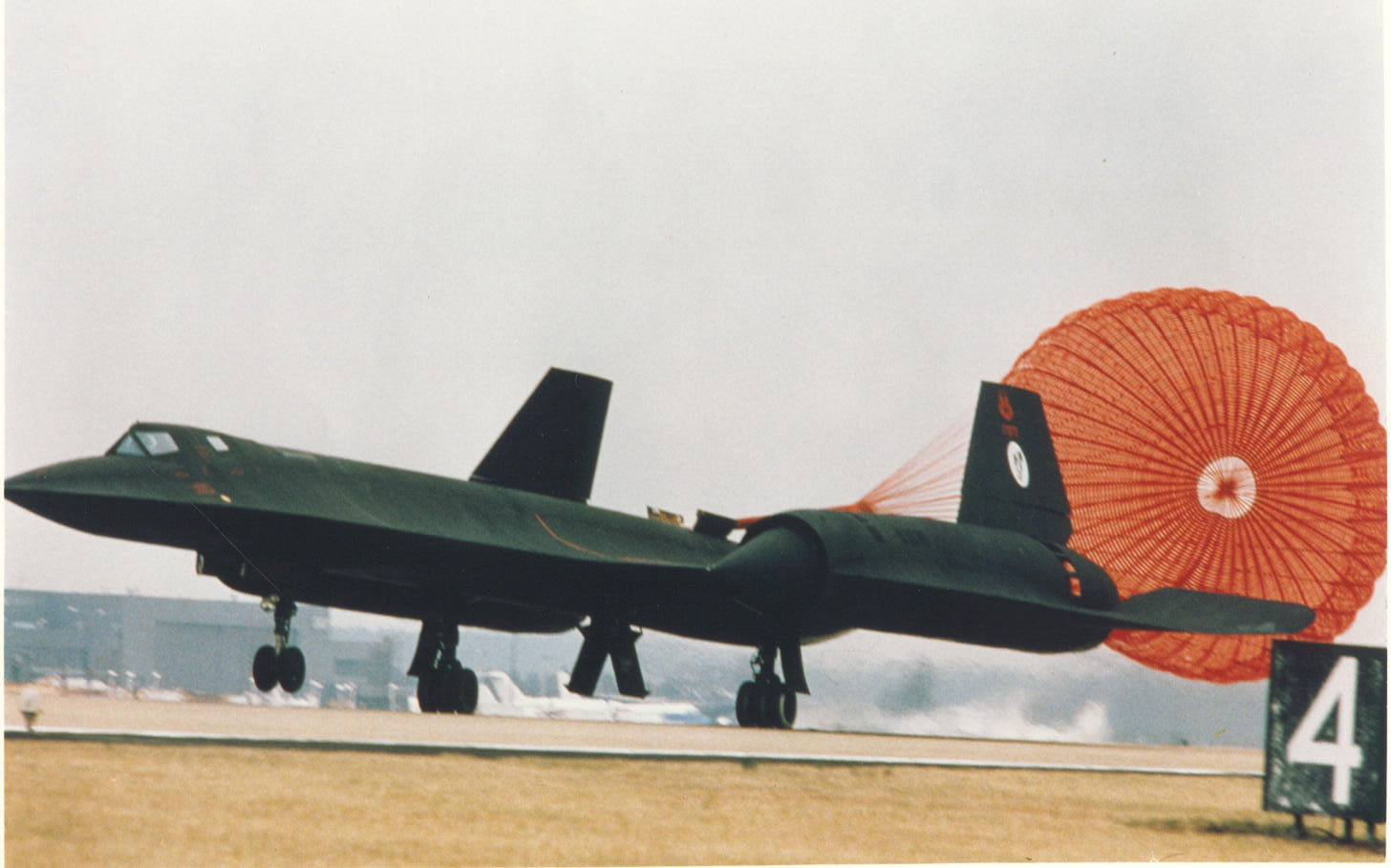
Эмблема Skunk Works на киле Lockheed SR-71 (№ 17972)

Skunk Works буквально означает «Завод скунсов». В начале 1960-х годов конструкторы предприятия увлекались чтением комиксов про самогонщика и секретный самогон, варившийся в чаще леса, в том числе и из скунсов. Увлечение было настолько сильным, что работников стали за глаза называть «скунсами»; к тому же воздух вокруг был действительно нехороший из-за соседства с пластмассовым заводом и из-за использования в качестве камуфляжа старого циркового шатра. Выражение «skunk works» прижилось и дошло до самого верха после одного телефонного звонка в бюро из правительства. Представитель министерства был обескуражен, когда ему сообщили, что на связи «skunk works». Дело в том, что слово «skunk» в разговорной речи по отношению к человеку переводится как «подлец», и неофициальное название секретного бюро прижилось и даже была придумана эмблема забавного скунса. Пилоты Lockheed SR-71 в знак уважения к конструкторам, которые разработали такой выдающийся самолёт, нанесли на кили некоторых самолётов этой модели эмблему лаборатории (в частности с заводскими номерами 17955 и 17972).

## Деятельность
Skunk Works представляет собой комплекс из 58 строений, расположенных на огороженном участке Калифорнийской пустыни в 100 км к северу от Лос-Анджелеса; общая площадь комплекса составляет 223 тыс. м². Около 85 % деятельности Skunk Works засекречено. В 2021 году было открыто новое предприятие площадью 20 тыс. м², первое в котором используются беспроводные коммуникации и технология роботизации производства StarDrive.

## Разработки

### Самолёты
- Lockheed P-38 Lightning
- Lockheed F-80 Shooting Star
- Lockheed XF-90
- Lockheed F-104 Starfighter
- Lockheed U-2
- Schweizer X-26 Frigate
- Lockheed YO-3
- Lockheed A-12
- Lockheed SR-71
- Lockheed D-21
- Lockheed Have Blue
- Lockheed F-117 Nighthawk
- Lockheed/Boeing F-22 Raptor
- Lockheed Martin X-35, Lockheed Martin F-35 Lightning II
- Lockheed CL-1200
- Lockheed Martin Polecat
- Lockheed Martin X-59 QueSST
- Lockheed Martin Cormorant
- Lockheed Martin Desert Hawk
- RQ-170 Sentinel
- Lockheed Martin X-55

### Корабли
- Си Шэдоу